# Falls City (Nebraska)
Pour les articles homonymes, voir Falls City.
La ville de Falls City est le siège du comté de Richardson, dans l’État du Nebraska, aux États-Unis. Sa population s’élevait à 4 325 habitants lors du recensement de 2010, estimée à 4 152 habitants en 2018.